# Даутендей, Макс
Макс Даутендей (нем. Max Dauthendey; 25 июля 1867, Вюрцбург, Королевство Бавария — 29 августа 1918, Маланг, Нидерландская Ост-Индия) — немецкий поэт, писатель
, художник, фотограф.
Вместе с Рихардом Демелем и Эдуардом фон Кейзерлингом считается одним из самых влиятельных авторов периода литературного импрессионизма, оказавших большое влияние на немецкую литературу конца XIX века.

## Биография
Сын дагерротиписта и фотографа Карла Альберта Даутендея.
В четырнадцатилетнем возрасте был определён учиться ремеслу оптика-механика в Магдебурге, в 20 лет стал подмастерьем в престижное оптическое заведение Тауберта в Лейпциге. Именно здесь, спустя два года, решительно изменил свою жизнь и избрал новейшую профессию дагерротиписта.
В поисках вдохновения совершил несколько кругосветных путешествий. Постоянные занятия живописью, тяга к Восток привели его в 1914 году на Яву, которая в то время входила в состав Нидерландской Ост-Индии. Там он оставался до начала Первой мировой войны. Попытки обеспечить ему безопасный возврат обратно в Германию не увенчались успехом и через месяц после начала войны художник умер от малярии на Восточной Яве под городом Маланг. Его тело было перевезено в Германию и похоронено в родном городе художника — Вюрцбурге, в саду Музея короля Луитпольда на территории крепости Мариенберг (ныне — Музей Франконии).
Творчество художника относится к импрессионистскому направлению.

## Избранные сочинения

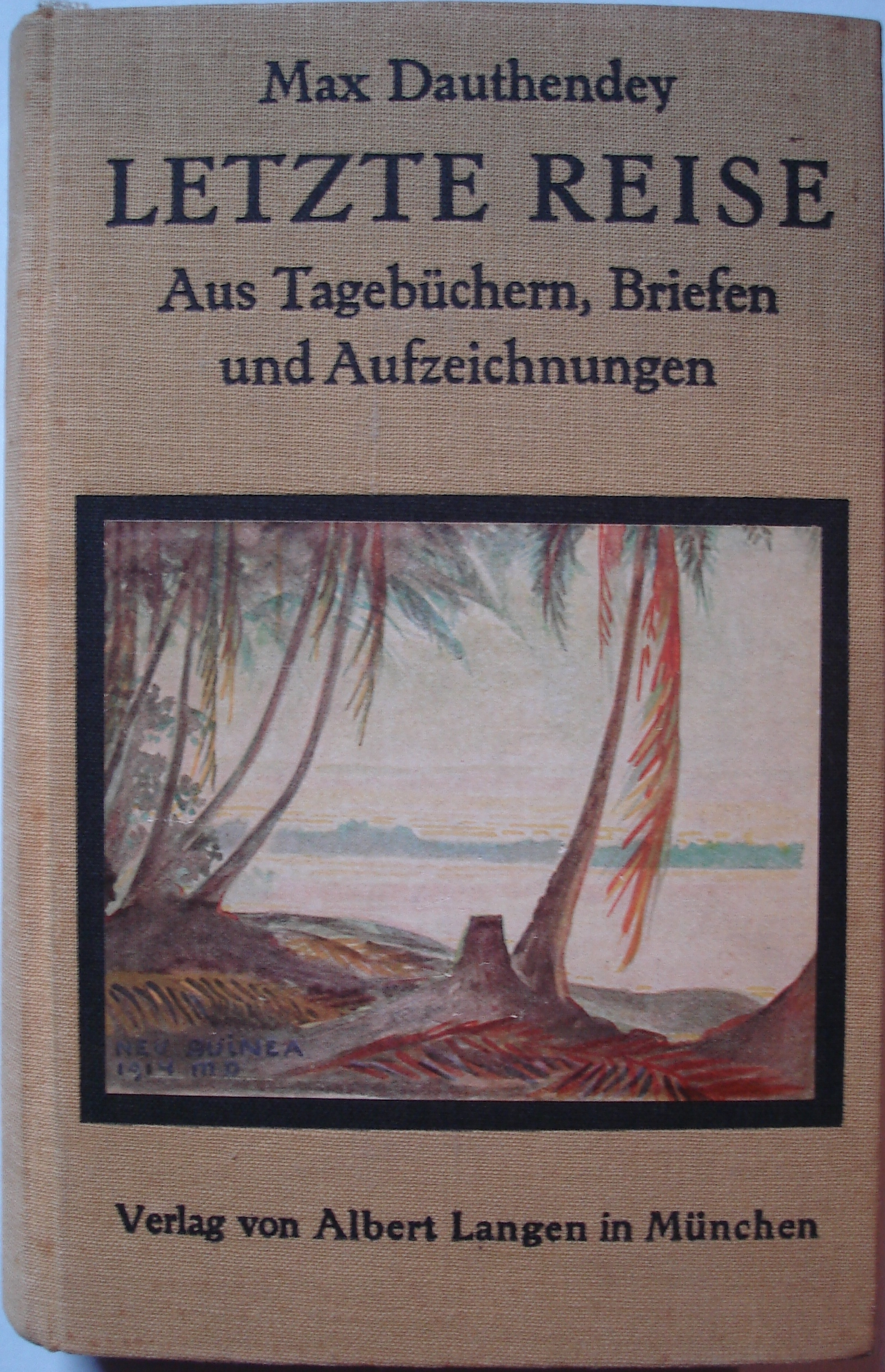
Макс Даутендей: «Последнее путешествие». На обложке изображено побережье Новой Гвинеи, нарисованное автором

- Frühe Prosa. Aus dem Nachlass 1890—1894 (U.a. Würzburger Impressionen. Ein Märchen der Zukunft. Nordland in Farben, 1967)
- Josa Gerth (1892)
- Lingam (1909)
- Die geflügelte Erde (1910)
- Maja (1911)
- Raubmenschen (1911)
- Die acht Gesichter am Biwasee (1911)
- Den Nachtregen regnen hören in Karasaki (1911)
  - Neuauflagen: Langen Müller, München/Wien 1957, und dtv, München 1980, ISBN 3-423-01571-3.
- Der Geist meines Vaters (1912)
- Gedankengut aus meinen Wanderjahren (1913)
- Die Untergangsstunde der «Titanic». Zum Jahrestag 16. April 1913 (1913)
- Geschichten aus den vier Winden (1915)
- Das Märchenbriefbuch der heiligen Nächte im Javanerlande (1921)
  - Neuauflage: Verlag , Weitra 2000, ISBN 3-85252-349-4.
- Erlebnisse auf Java (1924)
- Fernöstliche Geschichten (1930)
- Die festliche Weltreise des Dichters Max Dauthendey. Eine Auswahl aus seinen Werken (1935)
- Der Garten ohne Jahreszeiten und andere Geschichten (1954)
- Die schönsten Geschichten (1956)
- Sieben Meere nahmen mich auf (1957)
- Frühe Prosa (1967)

### Драмы
- Sun. Sehnsucht (1895)
- Die Spielereien einer Kaiserin (1910)
- Maja: skandinavische Bohême-Komödie in drei Akten (1911)
- Ein Schatten fiel über den Tisch (1911)
- Lachen und Sterben. Fünfuhrtee. Zwei tragische Akte (1911)
- Madame Null. Schwank in drei Akten (1911)
- Menagerie Krummholz. Jahrmarktskomödie in drei Akten (1911)
- Frau Raufenbarth (1911)
- Wir gehen am Meer im tiefen Sand (1918)
- Die Heidin Geilane (1925)
- Das Kind (1925)

### Лирика
- Regenduft (1893)
- Ultra-Violett (1893)
- Schwarze Sonne. Phallus (1897/ 1910)
- Reliquien (1899)
- Die ewige Hochzeit — Der brennende Kalender (1905)
- Singsangbuch (1907)
- Der weiße Schlaf. Lieder der langen Nächte (1908)
- Lusamgärtlein (1909)
- Weltspuk (1910)
- Die geflügelte Erde (1910)
- Ausgewählte Lieder aus sieben Büchern (1914)
- Des grossen Krieges Not (1915)
- Das Lied der Weltfestlichkeit (1917)
- Gesammelte Gedichte (1930)